# Wicks

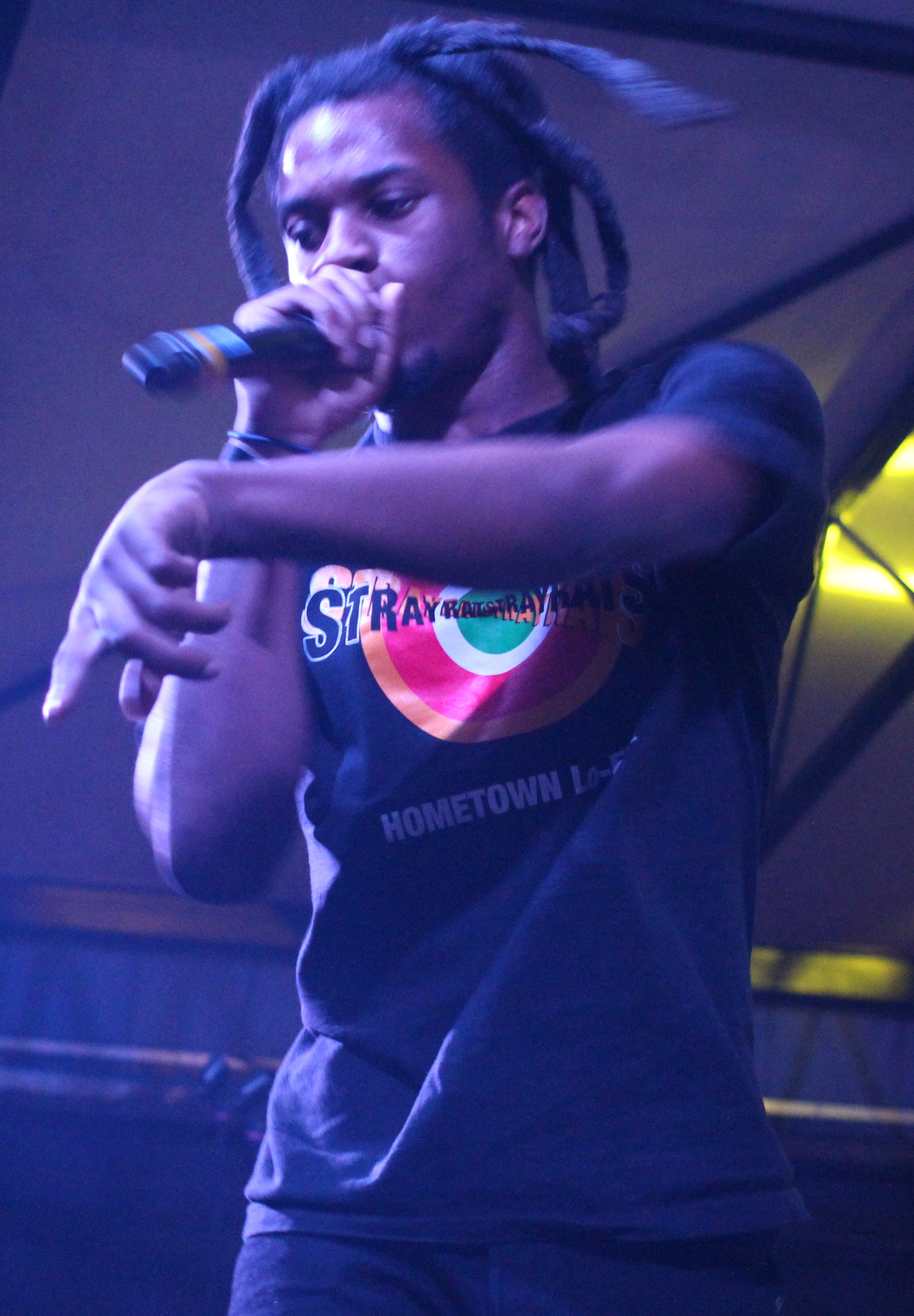
Denzel Curry, amerykański raper posiadający Wicks

Wicks (określane również jako bonki lub globy) – fryzura wywodząca się z południowej Florydy, powszechna wśród Afroamerykanów. Fryzura ta wywodzi się od Afro-Karaibów (szczególnie Haiti). Uczesanie typowe i modne dla społeczności hip-hopowej na Florydzie.

## Metody tworzenia
Istnieją trzy główne metody tworzenia Wicks:
„Metoda szydełkowania”, która polega na używaniu szydełka, do złączenia istniejących dredów razem. Jest to najlepsza i najczystsza metoda, ponieważ sprawia, że wicksy wyglądają na czyste i zdrowe.
„Metoda łączenia”, która polega na wiązaniu istniejących dredloków gumowymi opaskami, co pozwala lokom złączyć się razem.
„Metoda swobodnego formowania”, która polega na umożliwieniu naturalnego formowania się loków przez zaniedbanie ich higieny.

## Etymologia
Określenie „Wicks” zostało nadane tej fryzurze ze względu na fakt, że każdy pęk włosów przypomina knot świecy.